# Frank Popper
Pour les articles homonymes, voir Popper.
Frank Popper, né le 17 avril 1918 à Prague (alors en Autriche-Hongrie) et mort en Suisse à Lugano le 12 juillet 2020,, est un théoricien de l'art, critique, commissaire d'exposition et enseignant de l'enseignement supérieur, de double nationalité française et britannique.
Il a contribué aux définitions critiques de mouvements émergents à la fin des années 1960 axées sur des effets visuels et dynamiques tels que l'art cinétique ou l'optical art. Il figure parmi les pionniers de la critique portant sur l'art électronique puis informatique, internautique, virtuel et high-tech.
Son expérience comme enseignant à l'Université de Vincennes ainsi que ses nombreuses contributions critiques en France comme à l'étranger font de lui une figure notoire de la scène esthétique contemporaine.

## Biographie
Né à Prague en 1918 dans l'Empire Austro-Hongrois, sa famille juive autrichienne, quitte la jeune Tchécoslovaquie alors qu'il a trois ans. Ils vivent à Vienne, où il est inscrit dans une école expérimentale. Sa mère anime un petit salon littéraire et musicale. Sa connaissance du nazisme et l'Anschluss le pousse à quitter le continent pour Londres, avec son frère, laissant ses parents à Vienne qui refusent de partir. Sa famille est assassinée dans les camps d'extermination de Theresienstadt et d'Auschwitz. Crimes que Frank Popper ne pardonnera jamais aux peuples allemands et autrichiens. En Angleterre, Frank Popper est engagé comme opérateur radio pour la RAF. Il épouse la peintre tchèque d'origine allemande réfugiée à Londres Hella Guth. Ils vivent alors dans le milieu intellectuel des réfugiés tchèques.

## Paris, les années 1950
Après la guerre, avec son frère, ils créent une agence de voyages dont il installe une succursale à Vienne. La révélation du génocide, une dénonciation fiscale, entraîne Frank Popper dans une profonde dépression qui le fait interné quelques mois à Vienne où il est soigné grâce à l'aide de sa cousine seule survivante viennoise de sa famille. D'autant que son couple bat de l'aile. Il passe sa convalescence à Rome puis vient à Paris retrouver Hella Guth, bien que séparé, qui s'y est établie en 1955.
Dans un premier temps Frank Popper apprend sa quatrième langue le français avec difficulté, après l'allemand, l'anglais et l'italien. Après un premier cursus littéraire, Popper s'intéresse à l'esthétique et à l'histoire de l'art, il devient étudiant d'Etienne Souriau et d'André Chastel. Il écrit ses premières critiques d'art. Il s'intègre au cercle des Réalités Nouvelles, que lui ouvre Hella Guth et Ania Staritsky croisant notamment Michel Seuphor, Sonia Delaunay, Vasarely, Agam, Helman et Frank Malina qui l'initie au rapport entre Arts et Sciences, mais également les critiques Pierre Restany et Michel Ragon.

## Carrière académique
Il fait partie de l'Institut d'Esthétique et des Sciences de l'Art, depuis 1962. Particulièrement intéressé par les questions de mouvement en arts il rencontrera les précurseurs de l'art cinétique, tels qu'Alexander Calder, Schöffer ou Tinguely. En 1966, il obtient un doctorat d'université en esthétique avec une thèse intitulée « L’image du mouvement dans les arts plastiques depuis 1860 ». En 1970 il obtient un doctorat d'état intitulé « L'art cinétique, Naissance d'une nouvelle tendance dans le champ artistique ». Il se fait alors spécialiste des œuvres d'art optique, cinétique, lumino-cinétiques, etc. C'est tout naturellement qu'il est un des premiers à s'intéresser aux œuvres d'art interactives numériques, à la vidéo, à l'holographie, aux arts de la télécommunication, etc.
En 1976, Frank Popper est nommé professeur titulaire à l'Université Paris 8 dont il dirigera le département Arts Plastiques pendant près de quinze ans (1970-1983). Popper a fait partie de l'aventure de l'Université expérimentale de Vincennes dès le premier jour et il est un des inventeurs, sinon l'inventeur du concept des Arts plastiques à l'université, discipline qui mêle esthétique, histoire de l'art et pratique artistique,.

## Commissaire d'expositions
Parallèlement à sa carrière universitaire, Frank Popper mène une carrière de critique (dont une monographie sur Agam) et de commissaire d'exposition, il défend le GRAV (Groupe de Recherche d'Art Visuel) où se trouvent les artistes comme François Morellet, Julio Le Parc, Horacio Garcia Rossi, Francisco Sobrino, Joël Stein et Yvaral. Il publie en 1967 Naissance de l'art cinétique traduit en diverses langues, puis il participe à l'organisation de diverses expositions, telles que Kunst-Licht-Kunst (Stedelijk Van Abbemuseum à Eindoven, 1966), Lumière et Mouvement (musée d'Art Moderne de la Ville de Paris, 1967), Electra, l'électricité et l'électronique dans l'art du XXe siècle (Musée d'art moderne de la ville de Paris en 1983) et Art virtuel, créations interactives et multisensorielles en 1998  (espace Landowski, Boulogne-Billancourt ).
Dans son ouvrage le plus célèbre, Art, action et participation : l'artiste et la créativité aujourd'hui paru en 1980, Frank Popper montre le nouveau rapport qui doit s'établir entre l'artiste, l'œuvre, le public autour du concept de participation et d'interaction ludique et sensorielle du public avec l'œuvre.
Il s'intéresse aussi au graffiti, phénomène social et artistique qu'il découvre dans le métro de New York à la fin des années 1970.
En 2006, il offre sa collection d'œuvres cinétiques et sa bibliothèque à l'association de Marcigny, Centre d'art contemporain Frank Popper. En 2007, il publie Écrire sur l'art : De l'art optique a l'art virtuel où « Il y analyse minutieusement les diverses attitudes, son objectif est de « mettre en pratique » et d’illustrer la valeur « participative » à géométrie variable qu’il a dégagé de ses recherches, pour donner, plus que jamais, la parole aux artistes eux-mêmes et hypothétiquement « se rapprocher au plus près de son propre désir de partager l’acte créateur » ».

### Famille
En 1981, il acquiert la nationalité française par son mariage avec la critique d'art Aline Dallier, née en 1927 et morte le 5 février 2020.
En 1998, le couple publie une autobiographie-interview où Frank Popper raconte sa vie et ses espoirs : Réflexions sur l'exil, l'art et l'Europe : Entretiens avec Aline Dallier.
Le couple est inhumé au cimetière du Père-Lachaise (86e division, ligne 16 face à la division 85, tombe 3 face à la division 81).

## Sélection d'ouvrages
- (en-US) From Technological to Virtual Art MIT Press, 2007
- Écrire sur l'art : De l'art optique a l'art virtuel, L'Harmattan 2007
- (en-US) Frank Popper interviewé par Joseph Nechvatal, 2005
- Naissance de l'art cinétique, Gauthier-Villars, Paris, 1967
- (en-US) Origins and Development of Kinetic Art, Studio Vista et New York Graphic Society, 1968
- (it) L'Arte cinetica, Einaudi, Turin, 1970
- (de) Die Kinetische Kunst-Licht und Bewegung, Umweltkunst und Aktion, Dumont Schauberg, 1975
- Le Déclin de l'objet, Le Chêne, 1975
- (en-US) Art, Action and Participation, Studio Vista et New York University Press, 1975
- (en-US) Agam monographie, Abrams, New York, 1976
- Art, action et participation : l'artiste et la créativité aujourd'hui, Klincksieck, 1980
- Réflexions sur l'exil, l'art et l'Europe : Entretiens avec Aline Dallier, Klincksieck 1998